# 沼津城
沼津城（ぬまづじょう）は、駿河国駿東郡（現静岡県沼津市大手町）にあった日本の城。別名観潮城。

## 歴史

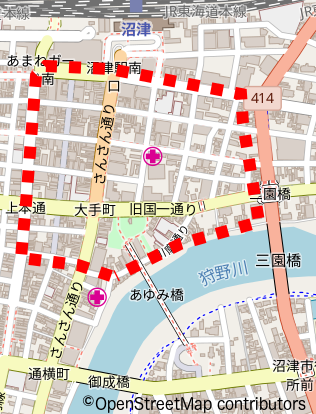
沼津城のエリア

初代沼津藩主となった大久保忠佐は藩庁を三枚橋城に置いたが、三枚橋城は大久保家が無嗣改易された1614年（慶長19年）の火災及び1641年（寛永18年）の大火で焼失した。その後、城跡は開墾地となったが、1778年（安永7年）正月、新たに沼津藩主となった水野忠友が請け取り、城の縄張りや着工の準備が始まった。2月、江戸から松本藩時代の軍学者で旧臣とも関係のあった吉田雪翁が門弟の神田清次と共に沼津に赴き、城地を見て回り、数日かけて本丸や二の丸等の縄張りを行った。10月、吉田雪翁の絵図面を付した伺いが用番老中松平右近将監に提出され許可を得るに至ったが、最終的に吉田雪翁の図面を中止して田沼意次家臣の須藤次郎兵衛に依頼することとなり、着工は延期となった。
1779年（安永8年）9月、田沼家の国表である遠江国相良の大工善四郎が郷宿の堺屋幸七宅に逗留し、普請工事全体を統括した。棟梁には大工幸右衛門（浅間町）が選ばれ水盛りも任された。御用掛りは大工平三郎（浅間町）が担った。縄張りについては、須藤次郎兵衛自らが行った。10月、善四郎の水盛坪数と土方御不審仕様帳が完成したので、沼津藩江戸屋敷に送った。沼津藩では、翌1780年（安永9年）4月に須藤次郎兵衛の絵図面で築城は認可され、築城が進められ、その年の暮れに完成した。城地請け渡しから城の完成までには満3年を費やした。
1777年（安永6年）、幕府から沼津藩に対し、築城資金として三千両が貸与された。翌1778年（安永7年）1月に韮山代官から土地が引き渡され、さらに翌1779年（安永8年）4月に縄張りが幕府に認可された。城が完成したのは1779年（安永8年）9月であるという記録がある。しかし、その後も徐々に普請や拡張が行われている。実際に、水野忠友は「御一代に成就に及ばず」（自分の代で完成しなくてもいい）と遺している。1830年（文政13年）に敷地が拡張され、ここは御添地と呼ばれ、沼津市添地町として残っている。1831年（文政14年）から翌1832年（文政15年）にかけて二重櫓を完成させた。また、1850年（嘉永3年）には幕府から普請の許可が下りている。
三枚橋城と沼津城の絵図は共通する部分が見られることから、両城は同じ場所にあり、堀の一部を埋め立てたてるなどして三枚橋城を沼津城にそのまま利用したと考えられている。三枚橋城と比べると、沼津城はあくまで政庁という側面が強く、面積も三枚橋城の約半分しかない。林靏梁は江戸から遠州へ赴任する際に沼津を通過しており、その時の印象を　林靏梁日記のなかで、「沼津城　手薄之様子　武風之衰　可咲也（わらうべきなり）」と書いている。
梯郭式平山城で狩野川に隣接して本丸、その北西に二の丸三ノ丸が造られていた。天守に相当する三層の櫓を本丸に建て、二の丸に御殿を置いた。最終的には、水野家8代の5万石の城下町として栄えた。
一時期沼津兵学校が置かれたものの、1872年（明治5年）には東京に移転し、1873年（明治6年）廃城令を待たずして破却されることになった。敷地は民間に払い下げられ、度重なる大火や道路の新設、堀の埋め立て等を経て、城郭は失われた。現在は大手町という地名が残るだけであるが、本丸跡は中央公園として整備され「沼津城本丸址」の碑が建つ。また二の丸（後の沼津兵学校）跡には城岡神社が建っている。ここまでほぼ完全に破壊された城も珍しいといわれるが、数少ない現存する遺構として、市内の光長寺辻之坊山門が、城門（中庭門とも）が移築されたものと伝えられている。また、市内香貫の民家に奥座敷があったとの事だが、現在では取り壊されている。

### 廃城
明治に至り、水野藩が上総国（現千葉県）菊間に移封される。
1868年（明治元年）沼津兵学校が開校されると城はその校舎として使用された。
しかし1871年（明治4年）9月に沼津兵学校の管轄を兵部省に移す通達がなされ、名称も同年12月に沼津出張兵学寮と改称。
1872年（明治5年）2月に兵部省が廃され陸海軍両省が置かれると、5月陸軍省の命により沼津出張兵学寮はすべて東京に引き上げることとなり、これをもって同校は閉校となった。
城は1872年（明治5年）、競売に出され解体された。
1889年（明治22年）東海道線開通に伴い、沼津駅前から南北に縦貫道路が設けられた。
これは沼津城を南北に縦断するものであった。
その後沼津は二度の大火に見舞われ、城の堀は埋められ、さらに1945年（昭和20年）の空襲により、城の面影を残すものはほとんど見られなくなった。

### 城下町
沼津城下は、はじめ港町として、次いで宿場町として十分に発展した後に城下町となり、城郭や侍屋敷は町の西北隅の城址の空き地に建築されたため、城下町としての区画整理はされていない。宿場町として栄えた江戸時代前期には、本陣や旅籠屋のおかれた本町、下本町を中心に栄えたが、城下町の性格を濃くした江戸時代後期には大手前の上土町が城下市場となり、重要性が増した。宿通りと侍屋敷の間の空き地が順次町家で埋められ、新たに大門、新裏町、八幡町などの町々が発展した。城下町には農漁村の生産物が集まり、藩内全域の物資の集散地として栄えた。商人は城下町の居住者に生活必需品を供給するほか、農村部にも日用品を供給した。
1868年（明治元年）、民政裁判所に提出された報告書によると、場内には侍小屋105軒と、長屋56棟385軒が存在し、男性1,181人・女性1,188人の2,369人が居住していた。

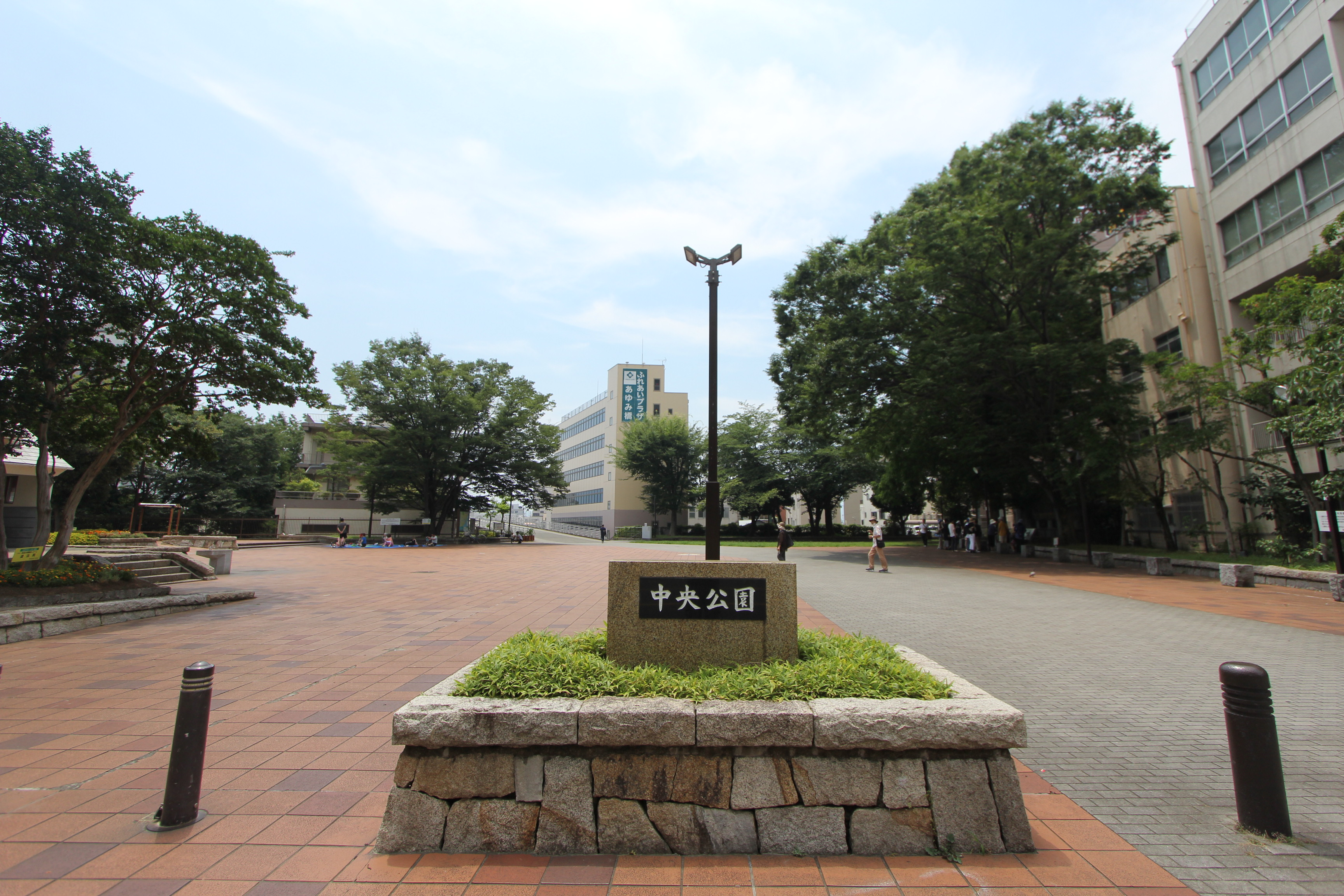
沼津城（三枚橋城）城址 沼津市大手町 中央公園
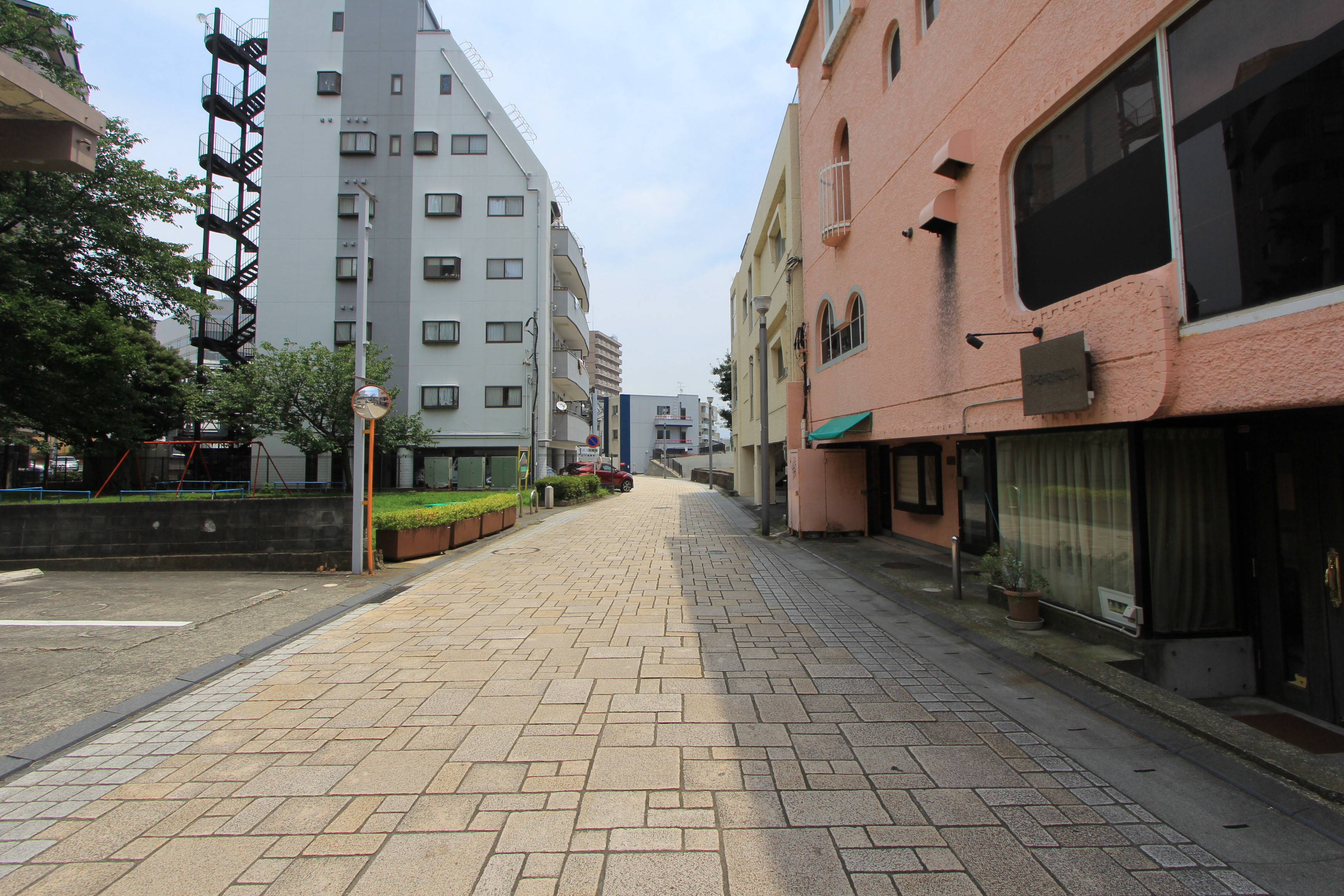
沼津市大手町 川廓通り 沼津城跡南側 沼津城下町
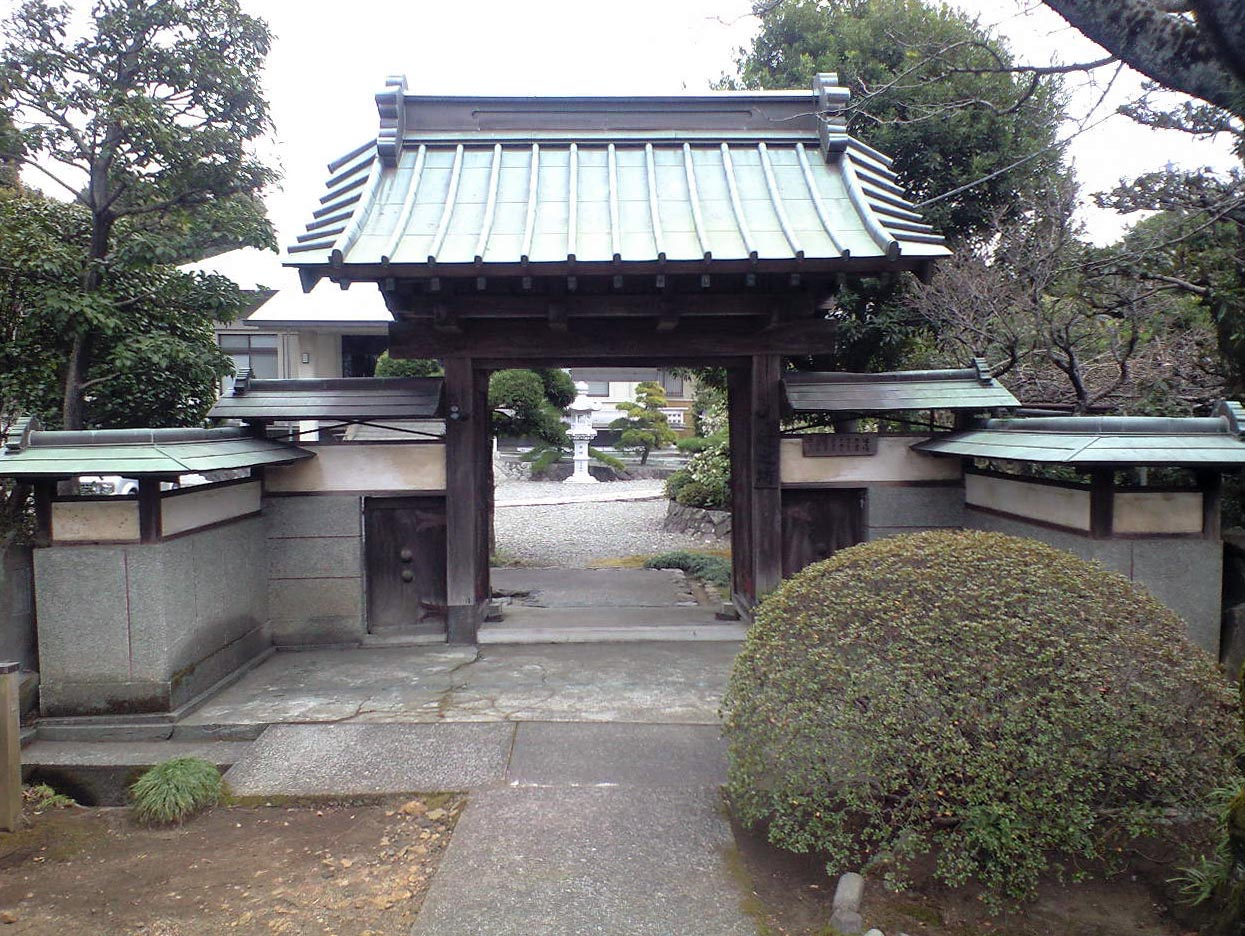
光長寺辻之坊山門（沼津市岡宮）。右側に山門の由来が記された札が見える。
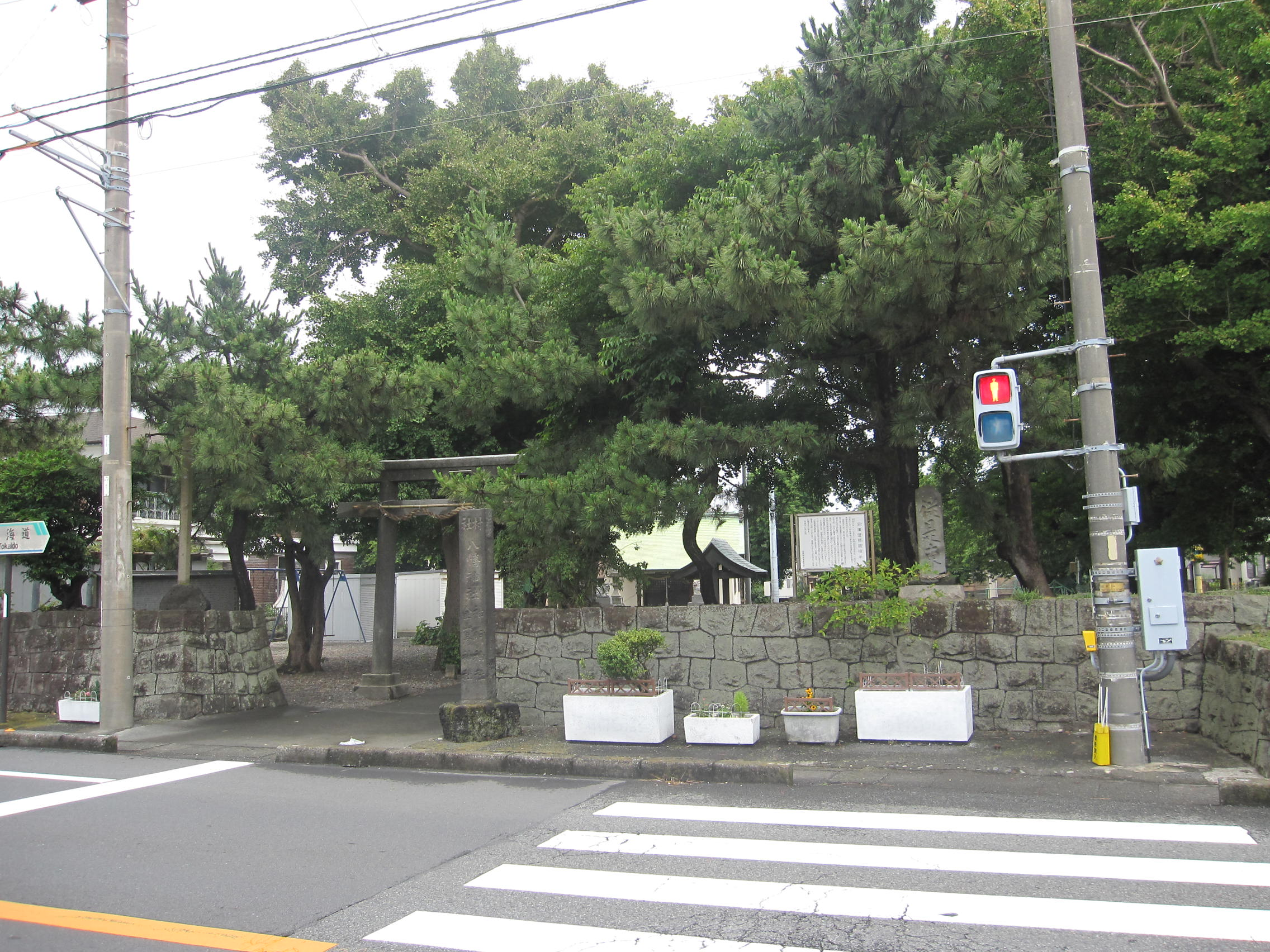
「従是東沼津領」の標柱（中央右）。
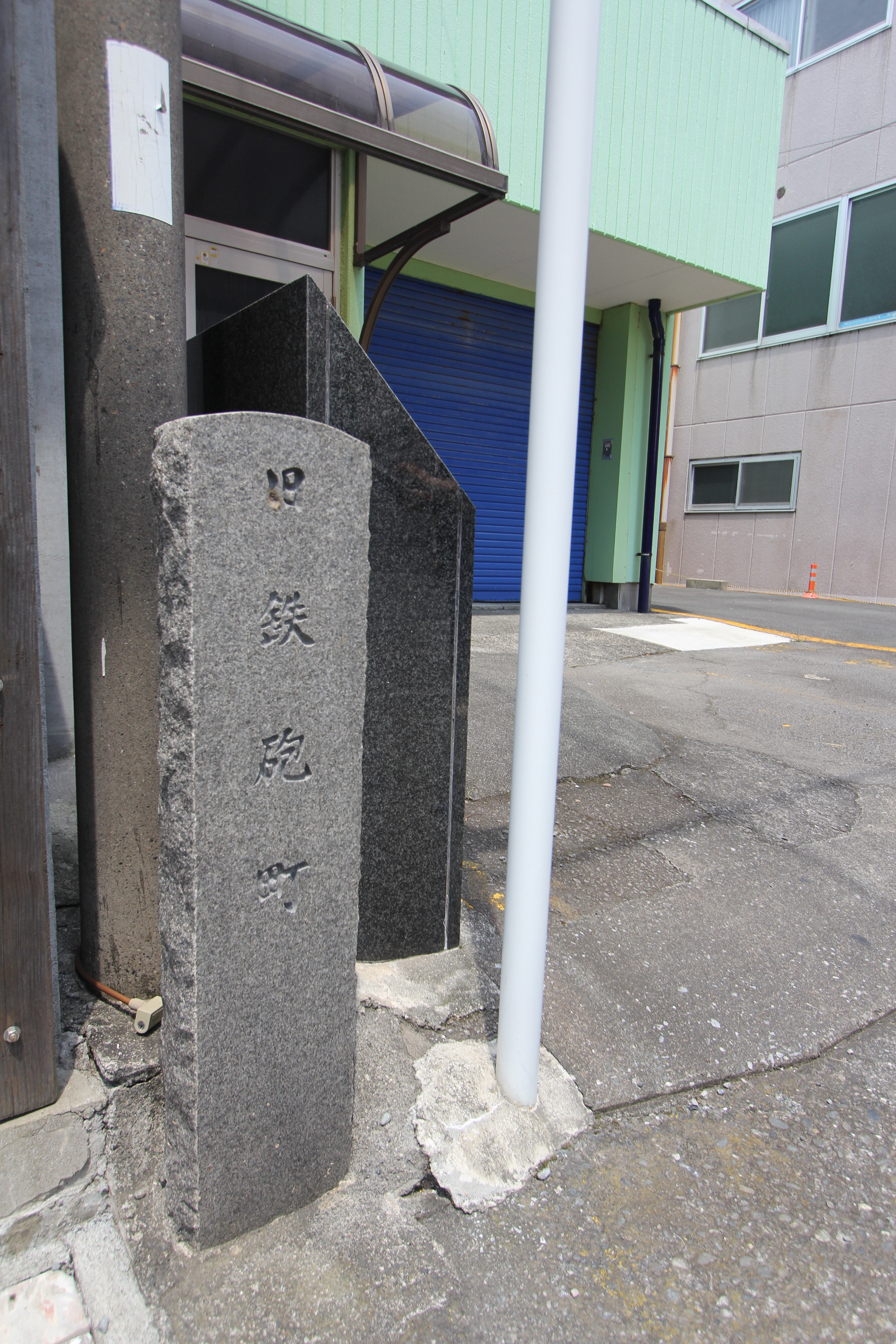
沼津市大手町志多 旧鉄砲町 石碑